# Graf Zeppelin (vliegdekschip)
Graf Zeppelin was een vliegdekschip van de Kriegsmarine, net als het beroemde luchtschip genoemd naar Graf Ferdinand von Zeppelin. Het was Duitslands enige vliegdekschip gedurende de Tweede Wereldoorlog. De opdracht voor de bouw werd gegeven op 16 november 1935 en de kiellegging was op 28 december 1936 bij Deutsche Werke in Kiel. Het werd te water gelaten op 8 december 1938, maar werd nooit voltooid, nooit in dienst gesteld en heeft nooit deelgenomen aan de oorlog.

## Planning en constructie
In 1935 kondigde Adolf Hitler aan dat Duitsland vliegdekschepen zou bouwen om de Kriegsmarine te versterken. De plannen werden getekend met als voorbeeld het Japanse vliegdekschip Akagi.  Het jaar erna werd de kiel gelegd voor twee van deze schepen. Twee jaar later presenteerde Großadmiral Erich Raeder een ambitieus scheepsbouwprogramma dat Z-Plan was genoemd. Volgens dit plan zouden er vier vliegdekschepen moeten worden gebouwd tot 1945. In 1939 paste hij het plan aan door het aantal te verminderen naar twee.
De Duitse marine heeft altijd een beleid gevoerd om schepen pas een naam te geven bij de tewaterlating. Het eerste Duitse vliegdekschip, vanaf de kiellegging "Flugzeugträger A" genoemd, werd naar Graf Zeppelin genoemd tijdens de tewaterlating in 1938. De tweede, met als bouwnaam Flugzeugträger B, werd nooit te water gelaten, maar zou de naam Peter Strasser hebben gekregen.
Een overzicht van het overleg van Hitler over zaken die met de Kriegsmarine te maken hadden - waarvan de notulen na de val van het Derde Rijk werden gevonden - laat zien dat hij gaandeweg de interesse in de vliegdekschepen verloor. Luchtmaarschalk Hermann Göring, die de leiding had over de Luftwaffe, was zwaar gekant tegen elke inmenging in zijn autoriteit als hoofd van de luchtmacht en hij werkte Raeder tegen waar hij maar kon. Binnen de Kriegsmarine ondervond Raeder tegenstand van admiraal Karl Dönitz, de bevelhebber van de onderzeeboten van de Duitse marine.

## 1941–1945
In mei 1941 was Raeder nog steeds optimistisch over het project en hij informeerde Hitler dat de Graf Zeppelin, toen voor zo'n 85% afgebouwd, in een jaar zou zijn voltooid en dat er nog een jaar nodig was voor proefvaarten en vliegtrainingen.
Hoewel Raeder bleef volhouden tegenover Hitler dat de vliegdekschepen zouden worden afgebouwd, werd zijn strijd met Göring steeds bitterder. Görings minachting bleek uit zijn kennisgeving aan Hitler en Raeder dat de vliegtuigen die voor de Graf Zeppelin besteld waren, niet voor het eind van 1944 geleverd konden worden. De uitsteltactiek van Göring bleek te werken.
De bouw van de vliegdekschepen verliep vanaf het begin onregelmatig. De bouw van Flugzeugträger B werd stilgelegd in 1940, waarna het werd gesloopt. De bouw van de Graf Zeppelin werd geplaagd door een gebrek aan materiaal en arbeiders.
Na overreding door Raeder beval Hitler dat Göring vliegtuigen moest leveren voor het vliegdekschip. Onder deze druk bood de luchtmaarschalk aangepaste versies aan van de Junkers Ju 87B en de Messerschmitt Bf 109E-3, die rond die tijd werden vervangen bij de elitesquadrons van de Luftwaffe. Raeder was hier niet gelukkig mee, maar het was dit of niets. Göring drong er ook op aan dat het vliegpersoneel onder het commando van de Luftwaffe zou staan. Door dit alles werd een extra vertraging veroorzaakt: het vliegdek moest worden aangepast.
Later in 1942 werden de Me 155 V2 en de JU 87E (D versie, aangepast voor gebruik op zee) toegevoegd. Geen van de JU-87E werd afgebouwd.
Tegen 1943 was Hitler teleurgesteld in zijn marine. Raeder stapte uit eigen beweging op en werd opgevolgd door Dönitz, de duikbootadmiraal. Het werk aan het voor meer dan 95% afgebouwde vliegdekschip werd volledig stilgelegd. Alle bewapening werd verwijderd en werd overgebracht naar kustbatterijen in Noorwegen. Het schip werd daarna gebruikt voor opslag van materiaal van de marine.
Toen het einde van de Tweede Wereldoorlog naderde, werd het vrijwel geheel afgebouwde vliegdekschip afgezonken in ondiep water bij Stettin (tegenwoordig Szczecin) op 25 april 1945, juist voordat het Rode Leger de stad veroverde.

## Lot na de oorlog

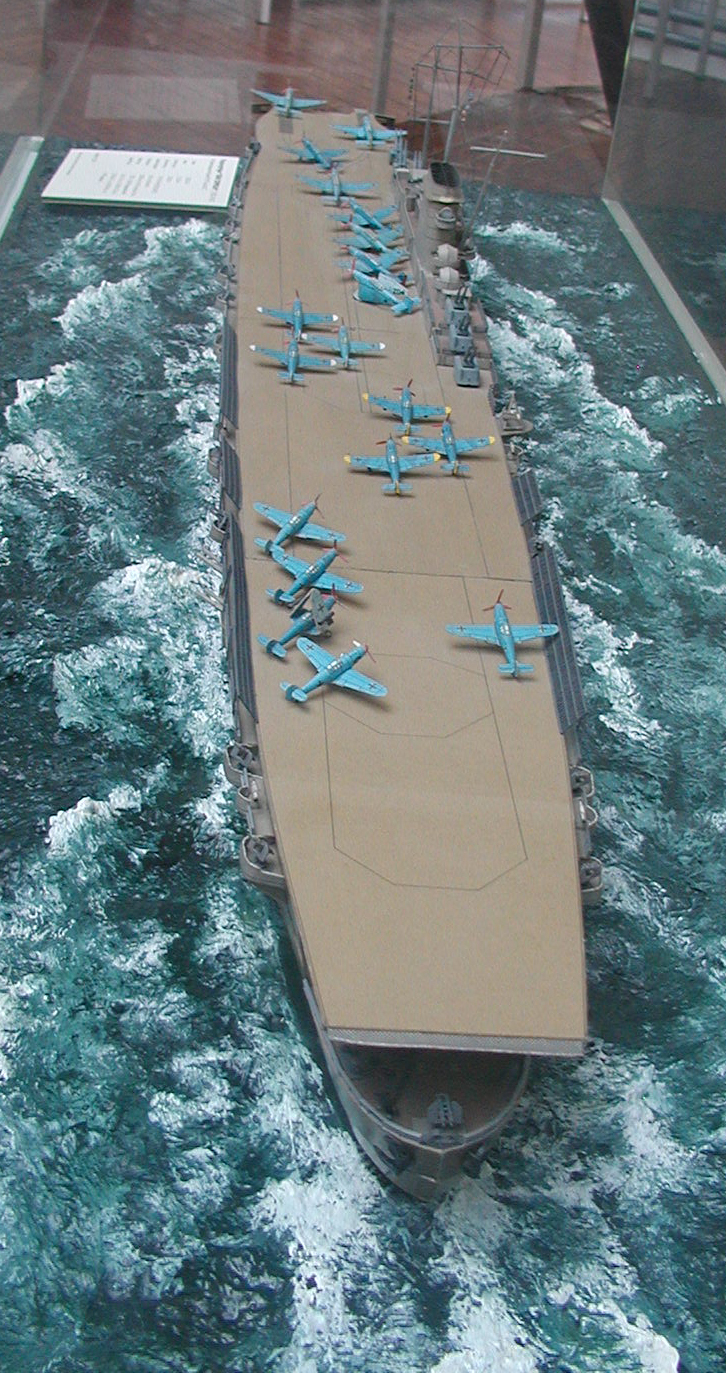
Achteraanzicht van een model van de Graf Zeppelin

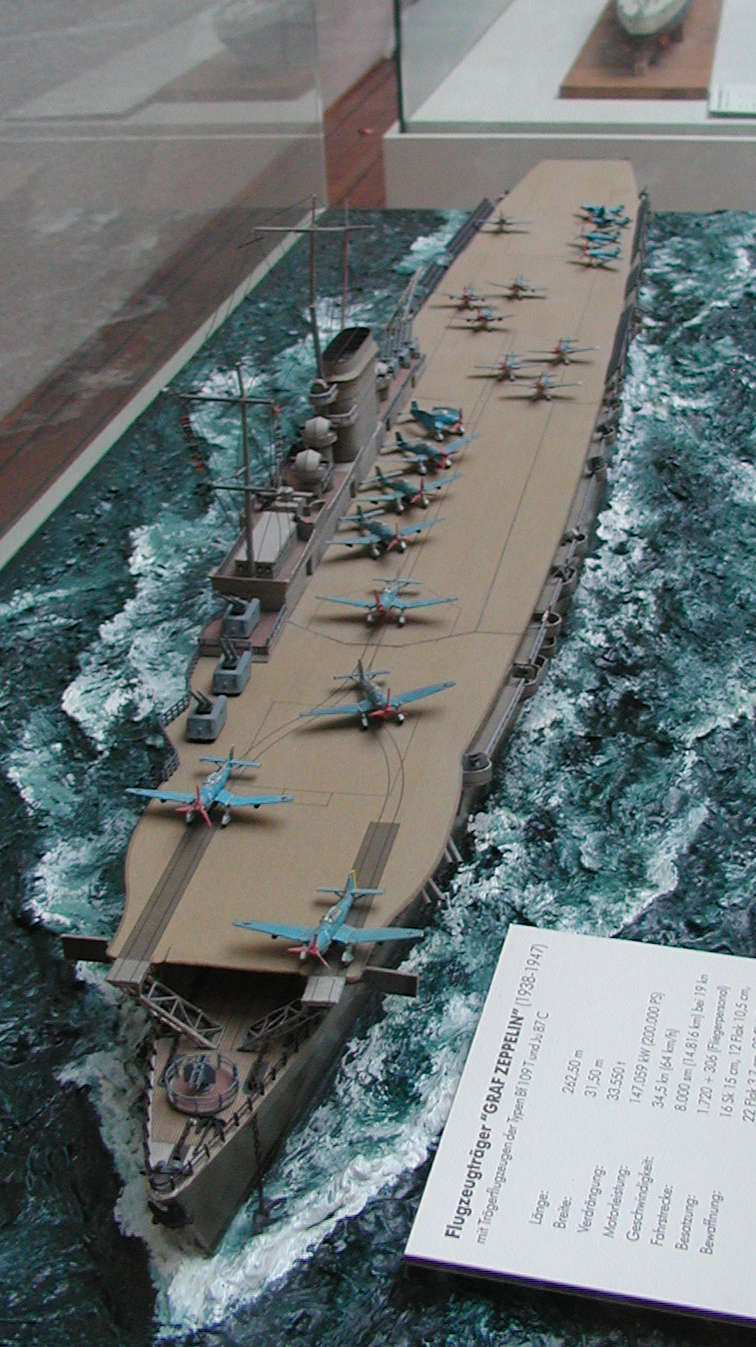
Vooraanzicht van het model

Het lot van het schip na de overgave van Duitsland was decennialang onduidelijk. Volgens de voorwaarden van de Allied Tripartite Commission moest een "Categorie C"-schip (beschadigd of afgezonken) worden vernietigd of afgezonken in diep water voor 15 augustus 1946. In plaats hiervan besloten de Sovjets om het beschadigde schip te repareren. Het werd gelicht in maart 1946. De laatst bekende foto laat het schip zien tijdens vertrek van Swinemünde (Świnoujście) op 7 april 1947.
Lange tijd ontbrak verdere informatie over het lot van het schip. Het leek erg onwaarschijnlijk dat het schip naar Leningrad was gebracht, aangezien de aankomst van zo'n groot en ongewoon schip wel door westerse inlichtingendiensten zou zijn opgemerkt. Dit zou betekenen dat het schip tussen Świnoujście en Leningrad verloren was gegaan. Eén verklaring was dat het schip op 15 augustus 1947 ten noorden van Rügen op een mijn was gelopen, maar Rügen ligt westelijk van Świnoujście, en bevindt zich niet op de route naar Leningrad. Verder naar het noorden, in de Finse Golf, een gebied bezaaid met mijnen dat moeilijk in de gaten te houden was voor westerse waarnemers, leek waarschijnlijker.
Na het openen van de Sovjetarchieven werd nieuw licht op het mysterie geworpen. Het bleek dat het schip toch naar Leningrad was gesleept. Daar werd het omgedoopt tot "PO-101". De Russen hoopten dat het schip gerepareerd kon worden op de scheepswerven in Leningrad, nu de werven in Szczecin waren verwoest. Toen dit onmogelijk bleek, werd het schip weer naar zee gesleept, terug naar de Poolse kust. Daar werd het op 16 augustus 1947 als oefendoel gebruikt voor Sovjetschepen en -vliegtuigen. Naar verluidt plaatsten de Sovjets bommen op het vluchtdek, in hangars en zelfs in de schoorstenen (om een lading gevechtsmunitie te simuleren), waarna ze bommen lieten vallen uit vliegtuigen en granaten en torpedo’s afvuurden. De vernietiging op deze wijze zou voldoen aan het Tripartitemandaat (hoewel te laat) en ervaring opleveren in het tot zinken brengen van een vliegdekschip. Tegen deze tijd was de Koude Oorlog een feit. De Sovjets waren zich ervan bewust dat vliegdekschepen van de Amerikaanse marine in geval van een echte oorlog belangrijke strategische doelen zouden zijn. Vandaar dat ervaring met het tot zinken brengen van een vliegdekschip door vliegtuigen in 1947 belangrijk werd gevonden. Na te zijn geraakt door 24 bommen en granaten bleef het schip nog steeds drijven. Er moesten twee torpedo’s worden gebruikt om het tot zinken te brengen. De exacte positie van het wrak bleef decennialang onbekend.

## Ontdekking in 2006
Op 12 juli 2006 ontdekte een schip dat voor de Poolse oliemaatschappij Petrobaltic werkte een 265 meter lang wrak vlak bij de haven van Łeba. Gedacht werd dat het waarschijnlijk de Graf Zeppelin was. Op 26 juli 2006 bezochten duikers van het onderzoeksschip ORP Arctowski van de Poolse marine het wrak om de identiteit vast te stellen. De dag daarop kon bevestigd worden dat het wrak de Graf Zeppelin was, het ligt tussen 87 en 60 meter onder de waterspiegel en is 35 graden naar stuurboord gekanteld.